# Crambus guerini
Crambus guerini là một loài bướm đêm trong họ Crambidae.